# Zimowe Igrzyska Olimpijskie 1968
X Zimowe Igrzyska Olimpijskie odbyły się we francuskim mieście Grenoble w dniach 6–18 lutego 1968 roku. Zawody, oprócz Grenoble, przeprowadzono również na obiektach położonych w departamencie Isère. Były to drugie zimowe igrzyska olimpijskie, które odbyły się we Francji. Po raz pierwszy zimową olimpiadę Francuzi zorganizowali w 1924 roku w Chamonix. Miasto zostało wybrane gospodarzem igrzysk, dzięki zwycięstwu w głosowaniu na organizację igrzysk podczas 61. sesji Międzynarodowego Komitetu Olimpijskiego w Innsbrucku 28 stycznia 1964. Francuska kandydatura okazała się lepsza od: kanadyjskiego Calgary, fińskiego Lahti, japońskiego Sapporo, norweskiego Oslo oraz amerykańskiego Lake Placid. Oficjalnego otwarcia igrzysk dokonał prezydent Francji Charles de Gaulle, a przyrzeczenie w imieniu sportowców złożył alpejczyk Léo Lacroix.
W olimpiadzie wzięło udział 1158 sportowców (947 mężczyzn i 211 kobiet) z 37 państw, co było nowym rekordem olimpijskim. Zawodnicy i zawodniczki rywalizowali w 10 dyscyplinach sportowych, a medale przyznano w 35 konkurencjach o jednej więcej niż na poprzednich igrzyskach w 1964 roku. Po raz pierwszy na zimowych igrzyskach olimpijskich reprezentacje Niemieckiej Republiki Demokratycznej i Republiki Federalnej Niemiec wystąpiły oddzielnie, choć pod tą samą flagą i z tym samym hymnem. W igrzyskach zadebiutowała reprezentacja Maroka.
Igrzyska te przeszły do historii z kilku powodów m.in. jako zawody, na których po raz pierwszy, na szeroką skalę, przeprowadzono badania antydopingowe (bezpośrednio po każdej konkurencji) oraz testy płci. Po raz pierwszy wykorzystano również elektroniczny pomiar czasu, a transmisje z zawodów pokazano w kolorze. Sporym utrudnieniem dla sportowców oraz obserwatorów były duże odległości pomiędzy obiektami sportowymi oraz miejscami zakwaterowania sportowców (wioska olimpijska znajdowała się w kilku niepowiązanych ze sobą osadach). W przeprowadzeniu rywalizacji w konkurencjach alpejskich utrudnieniem była gęsta mgła panująca w górnych partiach tras narciarskich. Do historii przeszła ceremonia zapalenia znicza olimpijskiego – francuski łyżwiarz Alain Calmat przed zapaleniem olimpijskiego ognia pokonywał 96 schodów, a bicie jego serca dzięki pomocy aparatury nagłaśniającej, słyszane było przez wszystkich uczestników ceremonii. Na igrzyskach w Grenoble zadebiutowała reprezentacja Maroka.

## Wybór gospodarza
Pomysł zorganizowania igrzysk olimpijskich w Grenoble powstał z inicjatywy prefekta Isère Francisa Raoula, przewodniczącego Związku Narciarstwa w Delfinat Raoula Arduina, architekta Laurenta Chappisa oraz inżyniera dróg i mostów Georges Cumin. Informacje o tym pojawiły się w prasie regionalnej 24 listopada 1960 roku. Inicjatywa ta zyskała poparcie burmistrza miasta Grenoble Alberta Michallona, który 30 grudnia 1960 roku wystosował list do Międzynarodowego Komitetu Olimpijskiego, w którym oficjalnie ogłosił, że Grenoble zamierza zorganizować dziesiątą edycję Zimowych Igrzysk Olimpijskich w 1968 roku. W grudniu 1961 roku utworzono komitet ds. kandydatury Grenoble, a przewodniczył mu Albert Michallon. Na ten cel uzyskał dotację w wysokości 170 tys. franków. Komitet uzyskał poparcie władz centralnych w tym Prezydenta Republiki Charles’a de Gaulle’a, który w organizacji Igrzysk widział szansę na zwiększenie na arenie międzynarodowej prestiżu Francji, a dzięki modernizacji obiektów w ośrodkach sportów zimowych również przyciągnięcie turystów.
Kandydatury do organizacji Zimowych Igrzysk Olimpijskich w 1964 roku zgłosiło oprócz Grenoble pięć innych miast: kanadyjskie Calgary, fińskie Lahti, japońskie Sapporo, amerykańskie Lake Placid oraz norweskie Oslo, z których dwa ostatnie były gospodarzami Igrzysk w 1932 i 1952 roku. Kandydatura Grenoble została zaprezentowana w innowacyjnym filmie wyprodukowanym przez Jacka Lesage. Głosowanie odbyło się 28 stycznia 1964 roku podczas 61. sesji Międzynarodowego Komitetu Olimpijskiego w Innsbrucku, tuż przed otwarciem igrzysk w tym mieście. Grenoble przyznano organizację igrzysk w trzeciej rundzie głosowania, w której uzyskała 27 głosów do 24 jakie otrzymała kandydatura Calgary. Dzięki temu Grenoble stało się drugim francuskim miastem-gospodarzem Zimowych Igrzysk Olimpijskich po Chamonix, w którym w 1924 roku odbyła się olimpiada.

## Rozgrywane dyscypliny
Podczas zimowych igrzysk olimpijskich w 1968 roku sportowcy rywalizowali w 35 konkurencjach w 10 dyscyplinach sportowych. Zadebiutowała jedna konkurencja w biathlonie – sztafeta 4 × 7,5 km
Poniżej przedstawiono listę dyscyplin, które znalazły się w programie igrzysk w 1956 roku. W nawiasach podano liczbę konkurencji rozegranych w danej dyscyplinie.
- Biathlon (2)
- Biegi narciarskie (7)
- Bobsleje (2)
- Hokej na lodzie (1)
- Kombinacja norweska (1)
- Łyżwiarstwo figurowe (3)
- Łyżwiarstwo szybkie (8)
- Narciarstwo alpejskie (6)
- Saneczkarstwo (3)
- Skoki narciarskie (2)

## Państwa uczestniczące

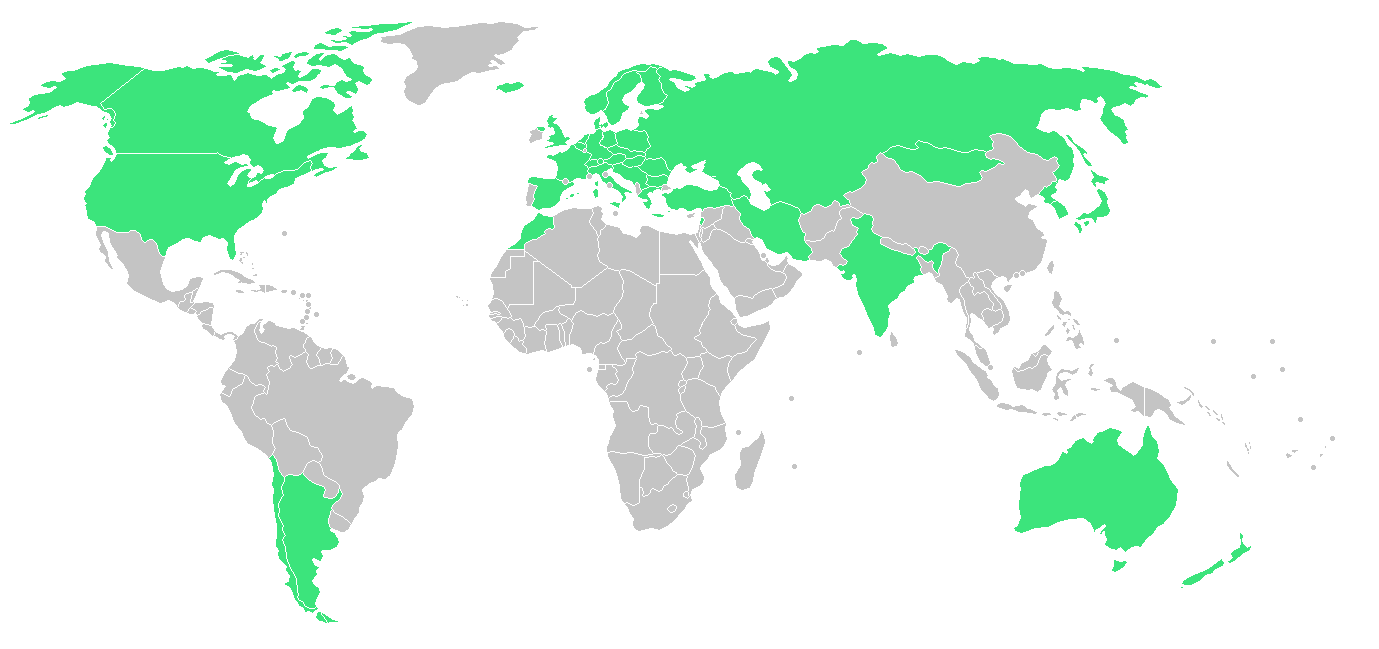
Państwa uczestniczące w Zimowych Igrzyskach Olimpijskich 1968

W zimowych igrzyskach olimpijskich w 1968 roku udział wzięli sportowcy z 37 państw, jednego więcej niż cztery lata wcześniej w Innsbrucku. Został również ustanowiony nowy rekord reprezentacji uczestniczących w zimowej olimpiadzie. Podczas Igrzysk w Grenoble po raz pierwszy wystąpiły osobne reprezentacje Republiki Federalnej Niemiec i Niemieckiej Republiki Demokratycznej. W zimowych igrzyskach zadebiutowała reprezentacja Maroka.
| - Argentyna - Australia - Austria - Bułgaria - Chile - Czechosłowacja - Dania - Finlandia - Francja - Grecja - Hiszpania - Holandia - Indie - Iran - Islandia - Japonia - Jugosławia - Kanada - Korea Południowa |  | - Liban - Liechtenstein - Maroko - Mongolia - Norwegia - Nowa Zelandia - NRD - Polska - Niemcy Zachodnie - Rumunia - Stany Zjednoczone - Szwajcaria - Szwecja - Turcja - Węgry - Wielka Brytania - Włochy - ZSRR |

## Wyniki
| - biathlon - biegi narciarskie - bobsleje - hokej na lodzie - kombinacja norweska |  | - łyżwiarstwo figurowe - łyżwiarstwo szybkie - narciarstwo alpejskie - skoki narciarskie - saneczkarstwo |

## Statystyka medalowa
| Klasyfikacja medalowa |                   |       |        |      |       |
| Lp.                   | Państwo           | złoto | srebro | brąz | razem |
| 1                     | Norwegia          | 6     | 6      | 2    | 14    |
| 2                     | ZSRR              | 5     | 5      | 3    | 13    |
| 3                     | Francja           | 4     | 3      | 2    | 9     |
| 4                     | Włochy            | 4     | 0      | 0    | 4     |
| 5                     | Austria           | 3     | 4      | 4    | 11    |
| 6                     | Holandia          | 3     | 3      | 3    | 9     |
| 7                     | Szwecja           | 3     | 2      | 3    | 8     |
| 8                     | RFN               | 2     | 2      | 3    | 7     |
| 9                     | Stany Zjednoczone | 1     | 5      | 1    | 7     |
| 10                    | Finlandia         | 1     | 2      | 2    | 5     |
| 10                    | NRD               | 1     | 2      | 2    | 5     |

## Osiągnięcia reprezentacji Polski
| Osiągnięcia reprezentacji Polski | Osiągnięcia reprezentacji Polski | Osiągnięcia reprezentacji Polski | Osiągnięcia reprezentacji Polski | Osiągnięcia reprezentacji Polski |
| dyscyplina                       | konkurencja                      | reprezentant                     | miejsce                          |                                  |
| -------------------------------- | -------------------------------- | -------------------------------- | -------------------------------- | -------------------------------- |
| saneczkarstwo                    | jedynki kobiet                   | Helena Macher                    | 4.                               |                                  |
| biathlon                         | 20 km                            | Stanisław Szczepaniak            | 4.                               |                                  |
| biathlon                         | 4x7,5 km                         | sztafeta mężczyzn                | 4.                               |                                  |
| saneczkarstwo                    | jedynki mężczyzn                 | Zbigniew Gawior                  | 4.                               |                                  |
| biegi narciarskie                | 3x5 km                           | sztafeta żeńska                  | 5.                               |                                  |
| saneczkarstwo                    | jedynki kobiet                   | Jadwiga Damse                    | 5.                               |                                  |
| saneczkarstwo                    | dwójki mężczyzn                  | Zbigniew Gawior i Ryszard Gawior | 6.                               |                                  |
| kombinacja norweska              |                                  | Józef Gąsienica                  | 6.                               |                                  |
| narciarstwo alpejskie            | slalom                           | Andrzej Bachleda-Curuś           | 6.                               |                                  |
| saneczkarstwo                    | jedynki kobiet                   | Anna Mąka                        | 7.                               |                                  |
| saneczkarstwo                    | jedynki mężczyzn                 | Jerzy Wojnar                     | 8.                               |                                  |
| biathlon                         | 20 km                            | Stanisław Łukaszczyk             | 8.                               |                                  |
| biegi narciarskie                | 5 km                             | Stefania Biegun                  | 9.                               |                                  |
| saneczkarstwo                    | dwójki mężczyzn                  | Lucjan Kudzia i Stanisław Paczka | 9.                               |                                  |